# Göteborg Film Festival
Göteborg Film Festival (tidigare Göteborg International Film Festival, GIFF) är Nordens största offentliga filmfestival. Den första upplagan arrangerades 1979, och har årligen runt 270 000 besök. Omkring 250 filmer från 80 länder visas.

## Om festivalen
Filmfestivalen äger rum sista veckan i januari och varar i tio dagar. Filmer från hela världen visas nästan oavbrutet på åtskilliga biografer och teatrar runt om i staden. Samtidigt har festivalen blivit en av de viktigare mötesplatserna för den nordiska filmbranschen med ett femtiotal seminarier. 
Festivalens centrum är biografen Draken vid Järntorget i centrala Göteborg. De andra biograferna som deltar i festivalen har varierat; några som förekommit flera år är exempelvis Capitol, Hagabion, Bio Roy och Göta, och teatrar som Storan, Aftonstjärnan, Pusterviksteatern och Folkteatern.
Festivalen drivs som en ideell förening, och verksamheten stöds av bland andra Göteborgs stad, Svenska Filminstitutet, Västra Götalandsregionen, Nordisk Film & TV Fond och Scandinavian Films.
Sedan 2024 är Pia Lundberg festivalens konstnärliga ledare.

### Konstnärliga ledare
- Gunnar Carlsson och Göran Bjelkendal
- Gunnar Bergdahl (1994–2002)
- Jannike Åhlund (2002–2007)
- Marit Kapla (2007–2014)
- Jonas Holmberg[4] (2014–2024)
- Pia Lundberg (2024– )

## Historik

### Starten
1978 inspirerades filmentusiasterna Göran Bjelkendal och Gunnar Carlsson av Greenwichs filmfestival och började planera för en festival i Göteborg. De ville presentera film som inte visades på biograferna eller de två tv-kanalerna – de enda alternativ som fanns för att se film på den tiden. Första festivalen gick av stapeln 8–11 februari 1979 på tre biografer, med 17 filmer och en publik på cirka 3 000 personer.

### 1980-talet
1981 tilldelades festivalen Guldbaggejuryns specialpris.
Till tioårsjubileet 1988 fattades beslut om att bredda visningsprogrammet något. Samtidigt förlades Svenska Filminstitutets filmgala i Göteborg detta år. Besöksantalet steg från 30 000 till 60 000.
Med start 1989 fick festivalen ett tydligare fokus på nordisk film, inklusive införandet av dess första filmpris, Nordiska filmpriset.

### 1990-talet
Under hela 1990-talet var festivalen en av krafterna bakom kortfilmsprojektet "90 minuter 90-tal".
1991 års upplaga var den 13:e i ordningen, men kom att marknadsföras som den 14:e festivalen, detta i hopp om att till 1992 års förmenta 15-årsjubileum förmå Svenska Filminstitutet att, precis som vid tioårsjubileet 1988, flytta Filmgalan till Göteborg. En sådan flytt skedde inte, men sedan dess har numret på festivalen fortsatt att vara en siffra högre än antal genomförda festivaler.
1995 tecknades ett samarbetsavtal med Svenska Filminstitutet, som i förlängningen betydde att festivalen nu blev Sveriges nationella filmscen.

### 2000-talet
Under 2002 firades festivalens 25-årsjubileum (räknat från idéåret 1978, med inklusiv räkning). Upplagan var den dittills största, med 755 visningar, och i anslutning till festivalen genomfördes Filmgalan på Göteborgsoperan.
2007 initierade festivalen en ny internationell filmtävling – The Ingmar Bergman International Debut Award. Den första upplagan av tävlingen innehöll fem internationella debutfilmer, och vinnare blev brittiska Red Road av Andrea Arnold.

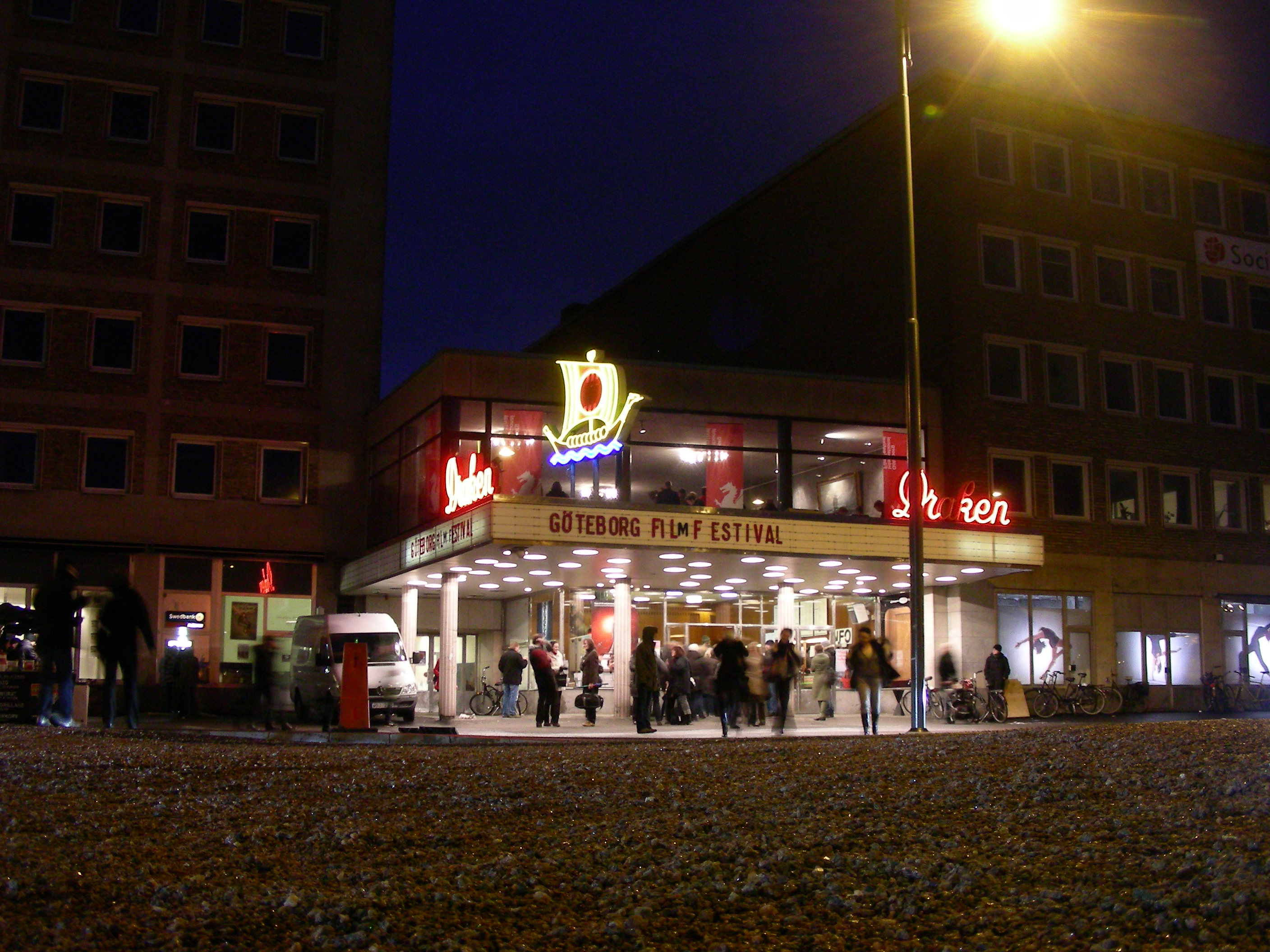
Draken är ofta huvudbiograf under festivalen (bild från 2008 års festival).

### 2010-talet
2010 år festival, den 33:e, hade huvudtemat "sharing" ("dela") men fokuserade även på afrikansk och indisk film. 447 filmer från 78 länder visades i 16 olika biosalonger. 
Den 34:e Göteborg International Film Festival hölls 28 januari–7 februari 2011 och visade 450 filmer från ett 70-tal länder. Mer än 130 000 biljetter såldes till cirka 32 000 besökare.
Den 35:e festivalen ägde rum 27 januari–6 februari 2012.
År 2013 års filmfestival lockade över 33 000 unika biobesökare, och även antalet sålda biljetter och seminariebesök slog rekord. Man visade närmare 500 filmer från 84 länder, och den totala mängden tillgängliga bioplatser var utökad från 200 000 till 250 000. Totalt visades under festivalen film i 23 olika salonger/biografer.
År 2014 års festival hade cirka 35 000 besökare och visade 475 filmer från 76 länder.
År 2015 såldes över 130 000 biljetter till drygt 30 000 besökare. 500 filmer visades (1057 visningar) från sammanlagt 89 länder. Antalet filmer var ännu 2023 ett oöverträffat rekord i festivalens historia.
Den 39:e festivalen pågick mellan 29 januari och 8 februari 2016, och hade fokus på italiensk film. 
Den 40:e festivalen pågick mellan den 27 januari och den 6 februari 2017. Temat för 2017 var samisk film. Invigningsfilmen Tom of Finland visades simultant i flera andra städer i Västsverige. 2017 invigdes i NK-huset ut mot Östra Hamngatan även en för festivalen ny scen, som gavs namnet Filmfönstret. Där intervjuades under festivalen bland annat göteborgskändisar och filmprofiler vars filmer nominerats till Dragon Award. Sista programpunkten i Filmfönstret varje dag utgjordes av en livekonsert. Filmfönstret anordnades i samarbete med Volvo och det krävdes ingen biljett eller festivalarmband för att få tillgång till programmet.
Den 41:a festivalen, omfattande 399 filmer från 78 länder, invigdes den 26 januari 2018. Huvudtemat var "nationalism", och dessutom uppmärksammades Ingmar Bergmans 100-årsjubileum.
2019 firades den 42:e festivalen, och temat var apokalypsen.

### 2020-talet
2020-talets första festival fokuserade präglades av initiativet "50/50 vision", vilket innebar att hälften av filmerna hade en kvinna som regissör. Upplagan riktade in sig på "den feministiska samtidsfilmen". 
Till följd av coronaviruspandemin blev filmfestivalen 2021 helt digital. Det var första gången på 44 år historia som festivalen inte skedde på biograf i januari. Senare samma år, i december 2021, utnämndes Göteborgs filmfestival, och dess VD Mirja Wester och konstnärlige ledare Jonas Holmberg, till årets göteborgare.
Även den nästföljande festivalen, de 45:e, präglades av pandemirestriktioner, vilket innebar glest i biosalongerna. Temat var "disorder" ("oordning").
2023 års upplaga omfattade 228 filmer, och hade temat "hemkomst".
Den 47:e festivalen, 2024, hade temat "AI", och bland annat visades Ingmar Bergmans "Persona", AI-bearbetad så att skådespelerskan Liv Ullman blivit ersatt av Alma Pöysti. Upplagan blev också Jonas Holmbergs sista som festivalens konstnärliga ledare; i mars 2024 efterträddes han av Pia Lundberg.

## Sidoarrangemang

### Göteborgs Lilla Filmfestival
2012 arrangerades också första upplagan av Göteborgs Lilla Filmfestival, en festival för de unga besökarna som anordnas helgen innan den stora festivalen. 2013 års upplaga arrangerades 18–21 januari – helgen före den ordinarie festivalen – bland annat med Sverigepremiär av A Letter to Momo (Momo e no tegami). 2014 års upplaga pågick 16-19 januari, där premiärfilmen var Bamse och tjuvstaden. Festivalupplagan året därpå invigdes med röda mattan och visning av Paddington. 2016 års upplaga invigdes av Mikro och Gasolin.

### Göteborg Film Festival Prisma
2019 omvandlades Göteborgs Lilla Filmfestival till Göteborg Film Festival Prisma, med placering i slutet av oktober istället för som tidigare under januari och i anslutning till "den stora filmfestivalen". Bytet av format gjordes med hänvisning till festivalens allt större omfattning. De fem festivaldagarna 2019 är också delvis placerade i anslutning till grundskolornas höstlov. Som tidigare är inriktningen på filmutbudet (där många filmer har Sverigepremiär) för barn mellan 0 och 15 års ålder.

### Draken Film
Draken Film är en filmtjänst på webben som lanserades hösten 2014 och drivs av ett helägt dotterbolag till Göteborg Film Festival. Den utvecklades med ekonomiskt stöd från Postkodlotteriets Kulturstiftelse, Sida och Kulturbryggan, och drivs med ekonomiskt stöd från Kreativa Europa och Västra Götalandsregionen.
Tjänsten är öppen för allmänheten via månadsabonnemang utan bindningstid, och ger tillgång till några hundra filmer som programmedarbetare vid Göteborg Film Festival valt ut.
År 2019 utsågs Draken Film till årets bästa svenska streamingsajt av IDG.

## Festivalpris

### Dragon Awards
Dragon Awards är samlingsnamnet på festivalens egna filmpriser. Antalet har expanderat under 2000-talet och 2024 omfattas följande kategorier :

#### Dragon Award Best Nordic Film
Festivalens huvudpris är Dragon Award Best Nordic Film. Priset var tidigare känt som Nordiska filmpriset, och instiftades 1989. Inför varje festival så nomineras upp mot tio nordiska långfilmer till priset, vars prissumman har varierat under åren - som mest har det uppgått till en miljon kronor. 2024 års upplaga uppgick till 400.000 kronor.
| År   | Film                         | Regissör                                    | Regissörens nationalitet (vid filmens premiär) | Källa  |
| ---- | ---------------------------- | ------------------------------------------- | ---------------------------------------------- | ------ |
| 1989 | David eller Goliath          | Anne Wivel                                  | Norge                                          | [ 32 ] |
| 1989 | Regi Andrej Tarkovskij       | Michał Leszczyłowski                        | Sverige                                        | [ 32 ] |
| 1990 | Tidlös kärlek                | Martin Asphaug                              | Norge                                          | [ 32 ] |
| 1991 | Dolly och hennes älskare     | Matti Ijäs                                  | Finland                                        | [ 32 ] |
| 1992 | Freud flyttar hemifrån...    | Susanne Bier                                | Danmark                                        | [ 32 ] |
| 1993 | Russian Pizza Blues          | Michael Wikke och Steen Rasmussen           | Danmark                                        | [ 32 ] |
| 1994 | Glädjekällan                 | Richard Hobert                              | Sverige                                        | [ 32 ] |
| 1995 | Tio knivar i hjärtat         | Marius Holst                                | Norge                                          | [ 32 ] |
| 1996 | Atlanten                     | Kristian Petri, Jan Röed och Magnus Enquist | Sverige                                        | [ 32 ] |
| 1997 | Jakten på njurstenen         | Vibeke Idsøe                                | Norge                                          | [ 32 ] |
| 1998 | Tic Tac                      | Daniel Alfredson                            | Sverige                                        | [ 32 ] |
| 1999 | Lusten till ett liv          | Christer Engberg                            | Sverige                                        | [ 32 ] |
| 2000 | Min mamma hade 14 barn       | Lars Lennart Forsberg                       | Sverige                                        | [ 32 ] |
| 2000 | Knockout                     | Agneta Fagerström-Olsson                    | Sverige                                        | [ 32 ] |
| 2001 | Häftig och begeistrad        | Knut Erik Jensen                            | Norge                                          | [ 32 ] |
| 2002 | Muraren                      | Stefan Jarl                                 | Sverige                                        | [ 33 ] |
| 2003 | Nói Albínói                  | Dagur Kári                                  | Island                                         | [ 34 ] |
| 2004 | Med kameran som tröst, del 2 | Carl Johan De Geer                          | Sverige                                        | [ 35 ] |
| 2005 | Fruset land                  | Aku Louhimies                               | Finland                                        | [ 36 ] |
| 2006 | Dark Horse                   | Dagur Kári                                  | Island                                         | [ 37 ] |
| 2007 | Darling                      | Johan Kling                                 | Sverige                                        | [ 38 ] |
| 2008 | Låt den rätte komma in       | Tomas Alfredson                             | Sverige                                        | [ 39 ] |
| 2009 | Främlingen                   | Jukka-Pekka Valkeapää                       | Finland                                        | [ 40 ] |
| 2010 | R - slå först, slå hårdast   | Tobias Lindholm och Michael Noer            | Danmark                                        | [ 41 ] |
| 2011 | Apflickorna                  | Lisa Aschan                                 | Sverige                                        | [ 42 ] |
| 2012 | Kompani Orheim               | Arild Andresen                              | Norge                                          | [ 43 ] |
| 2013 | Before Snowfall              | Hisham Zaman                                | Norge                                          | [ 44 ] |
| 2014 | Letter to the King           | Hisham Zaman                                | Norge                                          | [ 45 ] |
| 2015 | In Your Arms                 | Samanou Acheche Sahlstrøm                   | Danmark                                        | [ 46 ] |
| 2016 | Under sanden                 | Martin Zandvliet                            | Danmark                                        | [ 31 ] |
| 2017 | Sameblod                     | Amanda Kernell                              | Sverige                                        | [ 47 ] |
| 2018 | Amatörer                     | Gabriela Pichler                            | Sverige                                        | [ 48 ] |
| 2019 | Hjärter dam                  | May el-Toukhy                               | Danmark                                        | [ 49 ] |
| 2020 | Barn                         | Dag Johan Haugerud                          | Norge                                          | [ 50 ] |
| 2021 | Tigrar                       | Ronnie Sandahl                              | Sverige                                        | [ 51 ] |
| 2022 | As in Heaven                 | Tea Lindeburg                               | Danmark                                        | [ 52 ] |
| 2023 | De ostyriga                  | Malou Reymann                               | Danmark                                        | [ 53 ] |
| 2024 | Mother, Couch                | Niclas Larsson                              | Sverige                                        | [ 29 ] |
| 2025 | När ljuset bryts             | Rúnar Rúnarsson                             | Island                                         | [ 54 ] |

#### The Ingmar Bergman International Debut Award
Instiftades i samarbete med Ingmar Bergman som var hedersordförande för Göteborg Film Festival fram till sin bortgång 2007. Filmpriset är internationellt och delas ut av Bergmanstiftelserna till "en debutant som i sin film behandlar en i vid bemärkelse existentiell tematik och som har ett dynamiskt eller experimentellt förhållande till de filmiska uttrycksmedlen".
| År   | Film                                   | Originaltitel                 | Regissör                             | Regissörens nationalitet (vid filmens premiär) | Källa  |
| ---- | -------------------------------------- | ----------------------------- | ------------------------------------ | ---------------------------------------------- | ------ |
| 2007 | Red Road                               | Red Road                      | Andrea Arnold                        | Storbritannien                                 | [ 38 ] |
| 2008 | Solitary Fragments                     | La soledad                    | Jaime Rosales                        | Spanien                                        | [ 39 ] |
| 2009 | Parque vía                             | Parque vía                    | Enrique Rivero                       | Spanien                                        | [ 40 ] |
| 2010 | Can Go Through Skin                    | Kan door huid heen            | Esther Rots                          | Nederländerna                                  | [ 41 ] |
| 2011 | Blue Valentine                         | Blue Valentine                | Derek Cianfrance                     | USA                                            | [ 42 ] |
| 2012 | Himlakropp                             | Corpo celeste                 | Alice Rohrwacher                     | Italien                                        | [ 43 ] |
| 2013 | Dog Flesh                              | Carne de perro                | Fernando Guzzoni                     | Chile                                          | [ 44 ] |
| 2014 | A Street in Palermo                    | Via Castellana Bandiera       | Emma Dante                           | Italien                                        | [ 45 ] |
| 2015 | Läxan                                  | Urok                          | Petar Valchanov och Kristina Grozeva | Bulgarien                                      | [ 46 ] |
| 2016 | Lost and Beautiful                     | Bella e perduta               | Pietro Marcello                      | Italien                                        | [ 31 ] |
| 2017 | The Impossible Picture                 | Das unmögliche Bild           | Sandra Wollner                       | Österrike                                      | [ 47 ] |
| 2018 | Menina                                 | Menina                        | Cristina Pinheiro                    | Frankrike                                      | [ 48 ] |
| 2019 | A Family Submerged                     | Familia sumergida             | María Alché                          | Argentina                                      | [ 49 ] |
| 2020 | Workforce                              | Mano de obra                  | David Zonana                         | Mexiko                                         | [ 50 ] |
| 2021 | Mama                                   | 妈妈和七天的时间              | Li Dongmei                           | Kina                                           | [ 51 ] |
| 2022 | Vera Dreams of the Sea                 | Vera andrron detin            | Kaltrina Krasniqi                    | Albanien                                       | [ 52 ] |
| 2023 | Runner                                 | Runner                        | Marian Mathias                       | USA                                            | [ 53 ] |
| 2024 | Me, Maryam, the Children and 26 Others | من، مريم، بچه ها و ٢٦ نفر ديگ | Farshad Hashemi                      | Iran                                           | [ 29 ] |
| 2025 | Hanami                                 | Hanami                        | Denise Fernandes                     | Kap Verde                                      | [ 54 ] |

#### Audience Dragon Award Best Nordic Film
Festivalpublikens omröstning bland de nominerade till Dragon Award Best Nordic Film.
| År   | Film                         | Regissör               | Regissörens nationalitet (vid filmens premiär) | Källa  |
| ---- | ---------------------------- | ---------------------- | ---------------------------------------------- | ------ |
| 2010 | Engelen                      | Margreth Olin          | Norge                                          | [ 41 ] |
| 2011 | Jag saknar dig               | Anders Grönros         | Sverige                                        | [ 42 ] |
| 2012 | Pojktanten                   | Ester Martin Bergsmark | Sverige                                        | [ 43 ] |
| 2013 | Kapningen                    | Tobias Lindholm        | Danmark                                        | [ 44 ] |
| 2014 | Om hästar och män            | Benedikt Erlingsson    | Island                                         | [ 45 ] |
| 2015 | Min lilla syster             | Sanna Lenken           | Sverige                                        | [ 46 ] |
| 2016 | Welcome to Norway!           | Rune Denstad           | Norge                                          | [ 31 ] |
| 2017 | Dröm vidare                  | Rojda Sekersöz         | Sverige                                        | [ 47 ] |
| 2018 | Vad ska folk säga            | Iram Haq               | Norge                                          | [ 48 ] |
| 2019 | Hjärter dam                  | May el-Touhky          | Danmark                                        | [ 49 ] |
| 2020 | Spring Uje spring            | Henrik Schyffert       | Sverige                                        | [ 50 ] |
| 2021 | En runda till                | Thomas Vinterberg      | Danmark                                        | [ 51 ] |
| 2022 | De oskyldiga                 | Eskil Vogt             | Norge                                          | [ 52 ] |
| 2023 | Ellos eatnu – Låt älven leva | Ole Giæver             | Norge                                          | [ 53 ] |
| 2024 | Bastarden                    | Nikolaj Arcel          | Danmark                                        | [ 29 ] |
| 2025 | Före mörkret                 | Eirik Svensson         | Norge                                          | [ 54 ] |

#### Dragon Award Best Nordic Documentary
Priset utdelades i sin nuvarande form för första gången 2013, och tilldelas en långfilmsproduktion producerad eller samproducerad i Norden. 2010–2012 var priset vigt åt svenska filmer, och hette Dragon Award Best Swedish Documentary.
| År   | Film                      | Regissör                              | Regissörens nationalitet (vid filmens premiär) | Källa  |
| ---- | ------------------------- | ------------------------------------- | ---------------------------------------------- | ------ |
| 2010 | Familia                   | Mikael Wiström och Alberto Herskovits | Sverige                                        | [ 41 ] |
| 2011 | Jag var värd 50 lamm      | Nima Sarvestani                       | Sverige                                        | [ 42 ] |
| 2012 | För dig naken             | Sara Broos                            | Sverige                                        | [ 43 ] |
| 2013 | Ingen riktig finne        | Mika Ronkainen                        | Finland                                        | [ 44 ] |
| 2014 | Pine Ridge                | Anna Eborn                            | Sverige                                        | [ 45 ] |
| 2015 | The Look of Silence       | Joshua Oppenheimer                    | Danmark                                        | [ 46 ] |
| 2016 | Don Juan                  | Jerzy Sladkowski                      | Sverige                                        | [ 31 ] |
| 2017 | The War Show              | Obaidah Zytoon och Andreas Dalsgaard  | Danmark                                        | [ 47 ] |
| 2018 | Olegs barndom             | Simon Lereng Wilmont                  | Danmark                                        | [ 48 ] |
| 2019 | Transnistra               | Anna Eborn                            | Sverige                                        | [ 49 ] |
| 2020 | Colombia in My Arms       | Jussi Rastas och Jenni Kivistö        | Finland                                        | [ 50 ] |
| 2021 | Flykt                     | Jonas Poher Rasmussen                 | Danmark                                        | [ 51 ] |
| 2022 | A House Made of Splinters | Simon Lereng Wilmont                  | Danmark                                        | [ 52 ] |
| 2023 | Apolonia, Apolonia        | Lea Glob                              | Danmark                                        | [ 53 ] |
| 2024 | Ibelins enastående liv    | Benjamin Ree                          | Norge                                          | [ 29 ] |
| 2025 | Trans Memoria             | Victoria Verseau                      | Sverige                                        | [ 54 ] |

#### Honorary Dragon Award
Festivalens hederspris till inspirerande filmarbetare vars verk förtjänar särskild uppmärksamhet. Priset utdelades första gången 2011. 2014 tillkom Nordic Honorary Dragon Award för nordiska filmarbetare, och därefter har det ursprungliga priset bara utdelats sporadiskt.
| År   | Honorary Dragon Award | Honorary Dragon Award | Honorary Dragon Award | Nordic Honorary Dragon Award | Nordic Honorary Dragon Award | Nordic Honorary Dragon Award |
| ---- | --------------------- | --------------------- | --------------------- | ---------------------------- | ---------------------------- | ---------------------------- |
| 2011 | Charlie Kaufman       | USA                   | [ 59 ]                | inget pris utdelat           | inget pris utdelat           | inget pris utdelat           |
| 2012 | Michael Winterbottom  | Storbritannien        | [ 60 ]                | inget pris utdelat           | inget pris utdelat           | inget pris utdelat           |
| 2013 | Margarethe von Trotta | Tyskland              | [ 61 ]                | inget pris utdelat           | inget pris utdelat           | inget pris utdelat           |
| 2014 | Ralph Fiennes         | Storbritannien        | [ 62 ]                | Baltasar Kormákur            | Island                       | [ 63 ]                       |
| 2015 | inget pris utdelat    | inget pris utdelat    | inget pris utdelat    | Liv Ullmann                  | Norge                        | [ 64 ]                       |
| 2016 | Tom Hooper            | Storbritannien        | [ 65 ]                | Susanne Bier                 | Danmark                      | [ 31 ]                       |
| 2017 | Bröderna Dardenne     | Belgien               | [ 66 ]                | Lone Scherfig                | Danmark                      | [ 47 ]                       |
| 2018 | Juliette Binoche      | Frankrike             | [ 67 ]                | Alicia Vikander              | Sverige                      | [ 48 ]                       |
| 2019 | inget pris utdelat    | inget pris utdelat    | inget pris utdelat    | Mads Mikkelsen               | Danmark                      | [ 49 ]                       |
| 2020 | inget pris utdelat    | inget pris utdelat    | inget pris utdelat    | Stellan Skarsgård            | Sverige                      | [ 50 ]                       |
| 2021 | inget pris utdelat    | inget pris utdelat    | inget pris utdelat    | Ruben Östlund                | Sverige                      | [ 51 ]                       |
| 2022 | Luca Guadagnino       | Italien               | [ 68 ]                | Rebecca Ferguson             | Sverige                      | [ 52 ]                       |
| 2023 | inget pris utdelat    | inget pris utdelat    | inget pris utdelat    | Jan Troell                   | Sverige                      | [ 53 ]                       |
| 2024 | Ewan McGregor         | Storbritannien        | [ 29 ]                | Sidse Babett Knudsen         | Danmark                      | [ 29 ]                       |
| 2025 | Julie Delpy           | Frankrike             | [ 54 ]                | Thomas Vinterberg            | Danmark                      | [ 54 ]                       |

#### Dragon Award Best International Film
Sedan 2018 utdelas publikpriset Dragon Award Best International Film i samarbete med Göteborgs-Posten.
| År   | Film                          | Originaltitel           | Regissör           | Regissörens nationalitet (vid filmens premiär) | Källa  |
| ---- | ----------------------------- | ----------------------- | ------------------ | ---------------------------------------------- | ------ |
| 2018 | Men Don't Cry                 | Muškarci ne plaču       | Alen Drljević      | Bosnien och Hercegovina                        | [ 48 ] |
| 2019 | Giant Little Ones             | Giant Little Ones       | Keith Behrman      | Kanada                                         | [ 49 ] |
| 2020 | And the Birds Rained Down     | Il pleuvait des oiseaux | Louise Archambault | Kanada                                         | [ 50 ] |
| 2021 | Quo Vadis, Aida?              | Quo Vadis, Aida?        | Jasmila Žbanić     | Bosnien och Hercegovina                        | [ 51 ] |
| 2022 | Playground                    | Un monde                | Laura Wandel       | Belgien                                        | [ 52 ] |
| 2023 | Den blå kaftanen              | Le bleu du caftan       | Maryam Touzani     | Marocko                                        | [ 53 ] |
| 2024 | Det finns alltid en morgondag | C'è ancora domani       | Paola Cortellesi   | Italien                                        | [ 29 ] |
| 2025 | Memoir of a Snail             | Memoir of a Snail       | Adam Elliot        | Australien                                     | [ 54 ] |

#### Dragon Award Best Acting
2019 introducerades det könsneutrala skådespelarpriset Dragon Award Best Acting. Priset tilldelas bästa skådespelarprestation i de filmer som nominerats i kategorin Dragon Award Best Nordic Film.
| År   | Skådespelare         | Film           | Skådespelarens nationalitet (vid filmens premiär) | Källa  |
| ---- | -------------------- | -------------- | ------------------------------------------------- | ------ |
| 2019 | Trine Dyrholm        | Hjärter dam    | Danmark                                           | [ 49 ] |
| 2020 | Henriette Steenstrup | Barn           | Norge                                             | [ 50 ] |
| 2021 | Erik Enge            | Tigrar         | Sverige                                           | [ 51 ] |
| 2022 | Seidi Haarla         | Kupé nr 6      | Finland                                           | [ 52 ] |
| 2023 | Alma Pöysti          | Fyra små vuxna | Finland                                           | [ 53 ] |
| 2024 | Oona Airola          | Missilen       | Finland                                           | [ 29 ] |
| 2025 | Andrea Bræin Hovig   | Kärlek         | Norge                                             | [ 54 ] |

#### Draken Film Award
2022 inrättades Draken Film Award, som tilldelas "en svensk kortfilm i festivalens program som utmärker sig i sin gestaltning, konstnärliga höjd eller genom att utmana och vidga berättandet i det korta formatet". Namnet refererar till streamingtjänsten Draken Film, och priset består av distribution på denna plattform samt 10.000 kronor.
| År   | Film           | Regissör       | Källa  |
| ---- | -------------- | -------------- | ------ |
| 2022 | 2gether        | Kim Ekberg     | [ 52 ] |
| 2023 | Eftersörjare   | Hanna Högstedt | [ 53 ] |
| 2024 | 2008 Loves You | Nellie Lexfors | [ 29 ] |
| 2025 | Familj         | Clara Vida     | [ 54 ] |

#### Youth Jury Dragon Award
2024 introducerades Youth Jury Dragon Award, i syft att "synliggöra ungas perspektiv på vad som är en bra film". Juryn består av ungdomar mellan 18 och 25 år. 
| År   | Film            | Originaltitel        | Regissör        | Regissörens nationalitet (vid filmens premiär) | Källa  |
| ---- | --------------- | -------------------- | --------------- | ---------------------------------------------- | ------ |
| 2024 | A Ravaging Wind | El viento que arrasa | Paula Hernández | Argentina                                      | [ 29 ] |
| 2025 | Happyend        | Happyend             | Neo Sora        | Japan                                          | [ 54 ] |

### Aktiva fristående priser
Utöver Dragon Award-priserna delas ett flertal fristående priser ut på festivalen. På 2024 års festival utdelades FIPRESCI Award, Mai Zetterling-stipendiet, Nordisk Film & TV Fond Prize, Startsladden, Sven Nykvist-priset samt Svenska kyrkans filmpris.

#### FIPRESCI Award
Filmkritikerförbundet FIPRESCI delar sedan 2002 ut sitt pris till en av de filmer som nominerats till Dragon Award Best Nordic Film.
| År   | Film                         | Regissör                         | Regissörens nationalitet (vid filmens premiär) | Källa  |
| ---- | ---------------------------- | -------------------------------- | ---------------------------------------------- | ------ |
| 2002 | All About my Father          | Even Benestad                    | Norge                                          | [ 33 ] |
| 2003 | Nói Albínói                  | Dagur Kári                       | Island                                         | [ 34 ] |
| 2004 | Young Gods                   | Jukka-Pekka Siili                | Finland                                        | [ 35 ] |
| 2005 | Fruset land                  | Aku Louhimies                    | Finland                                        | [ 36 ] |
| 2006 | A Little Trip to Heaven      | Baltasar Kormákur                | Island                                         | [ 37 ] |
| 2007 | The Bothersome Man           | Jens Lien                        | Norge                                          | [ 38 ] |
| 2008 | Go with Peace Jamil          | Omar Shargawi                    | Danmark                                        | [ 39 ] |
| 2009 | The Blessing                 | Heidi Maria Faisst               | Danmark                                        | [ 40 ] |
| 2010 | R - slå först, slå hårdast   | Tobias Lindholm och Michael Noer | Danmark                                        | [ 41 ] |
| 2011 | Apflickorna                  | Lisa Aschan                      | Sverige                                        | [ 42 ] |
| 2012 | Revolt                       | Jens Lien                        | Norge                                          | [ 43 ] |
| 2013 | Nordvest                     | Michael Noer                     | Danmark                                        | [ 44 ] |
| 2014 | Om hästar och män            | Benedikt Erlingsson              | Island                                         | [ 45 ] |
| 2015 | In Your Arms                 | Samanou Acheche Sahlstrøm        | Danmark                                        | [ 46 ] |
| 2016 | Sparrows                     | Rúnar Rúnarsson                  | Island                                         | [ 31 ] |
| 2017 | Tom of Finland               | Dome Karukoski                   | Finland                                        | [ 47 ] |
| 2018 | And Breathe Normally         | Ísold Uggadóttir                 | Island                                         | [ 48 ] |
| 2019 | Blind Spot                   | Tuva Novotny                     | Sverige                                        | [ 49 ] |
| 2020 | Spring Uje spring            | Henrik Schyffert                 | Sverige                                        | [ 50 ] |
| 2021 | Pleasure                     | Ninja Thyberg                    | Sverige                                        | [ 51 ] |
| 2022 | Kupé nr 6                    | Juho Kuosmanen                   | Finland                                        | [ 52 ] |
| 2023 | Ellos eatnu – Låt älven leva | Ole Giæver                       | Norge                                          | [ 53 ] |
| 2024 | Bastarden                    | Nikolaj Arcel                    | Danmark                                        | [ 29 ] |
| 2025 | Flickan med nålen            | Magnus von Horn                  | Sverige                                        | [ 54 ] |

#### Mai Zetterling-stipendiet
Mai Zetterling-stipendiet instiftades 2006, och delas ut årligen i samband med Göteborg Film Festival av Konstnärsnämnden till "en regissör som uppnår hög konstnärlig kvalitet och som vidgar kort- eller dokumentärfilmens horisonter".

#### Nordic Series Script Award
Nordisk Film & TV Fond delar ut sitt pris – som innan 2025 hette Nordisk Film & TV Fond Prize – som en del av festivalen sedan dess instiftande 2017. Priset tilldelas en nordisk dramaserie, i syfte att stärka regionens tv-produktion.
| År   | Svensk titel  | Originaltitel | Nationalitet | Källa  |
| ---- | ------------- | ------------- | ------------ | ------ |
| 2017 | Nobel         | Nobel         | Norge        | [ 47 ] |
| 2018 | Herrens vägar | Herrens veje  | Danmark      | [ 48 ] |
| 2019 | Alla synderna | Kaikki synnit | Finland      | [ 49 ] |
| 2020 | 22 juli       | 22. juli      | Norge        | [ 50 ] |
| 2021 | Vargen kommer | Ulven kommer  | Danmark      | [ 51 ] |
| 2022 | Blackport     | Verbúðin      | Island       | [ 52 ] |
| 2023 | Kids in Crime | Kids in Crime | Norge        | [ 53 ] |
| 2024 | Power Play    | Makta         | Norge        | [ 29 ] |
| 2025 | Smärtpunkten  | Smärtpunkten  | Sverige      | [ 54 ] |

#### Startsladden
Kortfilmspriset Startsladden delas ut sedan 2004.

#### Sven Nykvist-priset
Sven Nykvist-priset, eller Sven Nykvist Cinematography Award, delas ut årligen sedan 2014. Priset instiftades av Stiftelsen Sven Nykvists Filmfotograffond, och tilldelas fotografen bakom någon av de filmer som nominerats till Dragon Award Best Nordic Film.
| År   | Fotograf                  | Film                      | Fotografens nationalitet (vid filmens premiär) | Källa  |
| ---- | ------------------------- | ------------------------- | ---------------------------------------------- | ------ |
| 2014 | Fredrik Wenzel            | The Quiet Roar            | Sverige                                        | [ 45 ] |
| 2015 | Pietari Peltola           | They Have Escaped         | Finland                                        | [ 46 ] |
| 2016 | Petrus Sjövik             | The Model                 | Sverige                                        | [ 31 ] |
| 2017 | Sophia Olsson             | Sameblod                  | Sverige                                        | [ 47 ] |
| 2018 | Sophia Olsson             | Charmören                 | Sverige                                        | [ 48 ] |
| 2019 | Ita Zbroniec-Zajt         | Säsong                    | Sverige                                        | [ 49 ] |
| 2020 | Marius Matzow Gulbrandsen | Disco                     | Norge                                          | [ 50 ] |
| 2021 | Linda Wassberg            | Tove                      | Sverige                                        | [ 51 ] |
| 2022 | Sturla Brandth Grøvlen    | De oskyldiga              | Norge                                          | [ 52 ] |
| 2023 | Jacob Møller              | Copenhagen Does Not Exist | Finland                                        | [ 53 ] |
| 2024 | Juan Sarmiento G.         | Madame Luna               | Colombia                                       | [ 29 ] |

#### Svenska kyrkans filmpris
Svenska kyrkans filmpris, eller Angelos-priset, delas ut sedan 2002. Prissumman är 50 000 kronor.

### Nedlagda priser
Flera ytterligare priser, såväl festivalens egna som fristående, har tidigare delats ut på eller i samband med festivalen, men är idag nedlagda. Bland dessa märks bland annat följande:
- Bonnie-stipendiet (2016–2019)
- Canal+ Award (2000–2005)
- Doris Filmgenipris (2009–2018)
- Gyllene Draken (1994–2012)
- Göteborgs stora filmpris (?–2017)
- Håkon Lius stipendium (2018–2019)
- Kodak Nordic Vision Award (?–2012)
- Lorenspriset (2008–2017)
- Nordiska Filmmusikpriset (2010. Har därefter fortsatt att utdelas i andra sammanhang)
- Stora novellfilmspriset (2003–2014)
- Telia Award (2014)

## Källhänvisningar
1. 1 2 3 4 5  "Historik". Arkiverad 26 december 2013 hämtat från the Wayback Machine. Giff.se. Läst 4 juni 2013.
2. 1 2  ”Om oss”. Göteborg Film Festival. https://goteborgfilmfestival.se/om-oss. Läst 20 december 2024.
3. ↑  ”Pia Lundberg blir konstnärlig ledare på Göteborg Film Festival” (på engelska). Göteborg Film Festival. 6 november 2023. Arkiverad från originalet den 20 november 2023. https://web.archive.org/web/20231120090627/https://goteborgfilmfestival.se/pia-lundberg-blir-konstnarlig-ledare-pa-goteborg-film-festival/. Läst 20 november 2023.
4. ↑  ”Ny konstnärlig ledare för Göteborgs filmfestival”. Göteborgs-Posten. Arkiverad från originalet den 4 mars 2016. https://web.archive.org/web/20160304225415/http://www.gp.se/kulturnoje/1.2329113-ny-konstnarlig-ledare-for-goteborgs-filmfestival. Läst 12 juni 2014.
5. 1 2 3 4 5 6 7  Roosvald, Ulf (28 januari 2023). ”Filmfestivalens historia: Borttappade filmer, räknefel och oväntade succéer”. gp.se. Göteborgs-Posten. https://www.gp.se/livsstil/tv%C3%A5-dagar/filmfestivalens-historia-borttappade-filmer-r%C3%A4knefel-och-ov%C3%A4ntade-succ%C3%A9er-1.90938902. Läst 16 februari 2023.
6. ↑  ”De tävlar om Nordiska filmpriset”. MovieZine. 5 januari 2009. https://www.moviezine.se/nyheter/463. Läst 16 februari 2023.
7. ↑  ”Göteborgs filmfestival delar verkligheter”. Dagens Nyheter. 12 januari 2010. https://www.dn.se/kultur-noje/film-tv/goteborgs-filmfestival-delar-verkligheter/. Läst 16 februari 2023.
8. ↑  Kulturnyheterna (2013-02-06): "Publikrekord på filmfestivalen i Göteborg". Svt.se. Läst 4 juni 2013.
9. ↑  Dahlberg, Malin (2013-01-08): "Göteborgs filmfestival större än någonsin". Arkiverad 11 januari 2013 hämtat från the Wayback Machine. Svt.se. Läst 4 juni 2013.
10. ↑  ”"Yarden" inviger i Göteborg”. Dagens Nyheter. 12 januari 2016. https://www.dn.se/kultur-noje/film-tv/yarden-inviger-i-goteborg/. Läst 16 februari 2023.
11. ↑  ”Filmfönstret”. giff.se. Arkiverad från originalet den 11 februari 2017. https://web.archive.org/web/20170211083009/http://www.giff.se/filmfonstret. Läst 9 februari 2017.
12. ↑  ”Göteborgs filmfestival 2018: Filmerna och programmet”. Expressen. 18 januari 2018. https://www.expressen.se/gt/goteborgs-filmfestival-2018-filmerna-och-programmet/. Läst 16 februari 2023.
13. ↑  ”Apokalypsen i fokus vid Göteborgs Filmfestival 2019”. svt.se. 12 oktober 2018. https://www.svt.se/kultur/film/apokalypsen-i-fokus-vid-goteborgs-filmfestival-2019. Läst 16 februari 2023.
14. ↑  ”Feminismen i fokus på Göteborgs filmfestival”. SVT Nyheter. 7 januari 2020. https://www.dn.se/kultur-noje/sa-blir-programmet-pa-goteborg-film-festival/. Läst 17 februari 2023.
15. ↑  Sprangers, Jan (23 november 2020). ”Göteborgs filmfestival blir helt digital”. SVT Nyheter. https://www.svt.se/nyheter/lokalt/vast/goteborg-filmfestival-blir-helt-digital. Läst 29 januari 2021.
16. ↑  ”Här är årets Göteborgare 2021”. SVT Nyheter. 15 december 2021. https://www.svt.se/nyheter/lokalt/vast/har-ar-aret-goteborgare-2021. Läst 17 februari 2023.
17. ↑  ”Så blir Göteborg filmfestival 2022 med coronarestriktioner”. SVT Nyheter. 12 januari 2022. https://www.svt.se/nyheter/lokalt/vast/sa-blir-goteborg-filmfestival-2022-med-coronarestriktioner. Läst 17 februari 2023.
18. ↑  ”Här är programmet för 2024 års Göteborgs filmfestival”. SVT Nyheter. 9 januari 2024. https://www.svt.se/nyheter/lokalt/vast/har-ar-programmet-for-2024-ars-goteborgs-filmfestival. Läst 4 januari 2025.
19. ↑  ”Pia Lundberg blir ny konstnärlig ledare på Göteborgs filmfestival”. Göteborgs-Posten. 6 november 2023. https://www.gp.se/kultur/pia-lundberg-blir-ny-konstnarlig-ledare-pa-goteborgs-filmfestival.e4118253-caea-4588-bca9-a5536001ae20. Läst 4 januari 2025.
20. ↑  Ekström-Frisk, Eleonor. ”Animerad barndeckare inviger Göteborgs Lilla filmfestival”. gp.se. http://www.gp.se/1.4903807. Läst 20 december 2018.
21. ↑  ”Sid 8: I samband med 2011 års filmfestival skapade GFF en barn- och ungdomsfilmfestival – Göteborgs Lilla Filmfestival.”. www2.sahlgrenska.se. Arkiverad från originalet den 21 december 2018. https://web.archive.org/web/20181221041426/https://www2.sahlgrenska.se/upload/kultursekretariatet/uppdrag/LSU-2015-2017/LSU%20G%C3%B6teborg%20Film%20Festival.pdf. Läst 20 december 2018.
22. ↑  "Göteborgs Lilla Filmfestival: 18-21 januari". Arkiverad 29 december 2012 hämtat från the Wayback Machine. Giff.se. Läst 4 juni 2013.
23. 1 2  ”Om Göteborg Film Festival Prisma”. Göteborg Film Festival. Arkiverad från originalet den 16 oktober 2019. https://web.archive.org/web/20191016073628/https://goteborgfilmfestival.se/prisma/om-goteborg-film-festival-prisma/. Läst 16 oktober 2019.
24. ↑  ”Skollov inom GR - Göteborgsregionen (GR)”. goteborgsregionen.se. Arkiverad från originalet den 16 oktober 2019. https://web.archive.org/web/20191016073649/https://goteborgsregionen.se/toppmenyn/dettajobbargrmed/skolautbildning/utbildningsgruppen/utbildningsgruppenshandlingar/samverkansavtalochike/skollovinomgr.4.1580a7b011199b8961a80001685.html. Läst 16 oktober 2019.
25. ↑  ”Draken film långt från uppställda mål”. Göteborgs-Posten. http://www.gp.se/kultur/film/draken-film-l%C3%A5ngt-fr%C3%A5n-uppst%C3%A4llda-m%C3%A5l-1.273877. Läst 8 april 2018.
26. ↑  ”Draken Film | Streama hundratals handplockade filmer från hela världen - 79 kr per månad”. www.drakenfilm.se. Arkiverad från originalet den 9 april 2018. https://web.archive.org/web/20180409171345/https://www.drakenfilm.se/questions. Läst 8 april 2018.
27. ↑  Jensen, Jorn Rossing (5 februari 2017). ”Goteborg’s Draken Film to Prolong Festival Experience via VOD” (på amerikansk engelska). Variety. http://variety.com/2017/digital/festivals/goteborg-draken-film-vod-1201978554/. Läst 8 april 2018.
28. ↑  ”Draken Film prisas för sitt utbud”. Svenska Dagbladet/TT. 13 mars 2019. ISSN 1101-2412. https://www.svd.se/draken-film-prisas-for-sitt-utbud. Läst 16 september 2021.
29. 1 2 3 4 5 6 7 8 9 10 11 12 13 14 15 16  ”Här är alla vinnarna på Dragon Awards 2024”. Göteborg Film Festival. Arkiverad från originalet den 4 februari 2024. https://web.archive.org/web/20240204003734/https://goteborgfilmfestival.se/en/har-ar-alla-vinnarna-pa-dragon-awards/. Läst 4 februari 2024.
30. ↑  Domellöf-Wik, Maria. ”Sedan priset instiftades 2011 har festivalen i många sammanhang poängterat att prissumman gör priset till ett av filmvärldens största.”. gp.se. http://www.gp.se/1.4707347. Läst 20 december 2018.
31. 1 2 3 4 5 6 7 8  Håkansson, Sebastian (9 februari 2016). ”Årets vinnare på Göteborg Film Festival”. filmtopp.se. https://www.filmtopp.se/nyhet/arets-vinnare-pa. Läst 14 februari 2023.
32. 1 2 3 4 5 6 7 8 9 10 11 12 13 14 15  ”Tidigare vinnare av Dragon Award Best Nordic Film”. giff.se. Göteborg International Film Festival. Arkiverad från originalet den 26 december 2013. https://web.archive.org/web/20131226033803/http://www.giff.se/se/publik/festivalen/dragon-awards/vinnare-nordiska-priset.html. Läst 5 juni 2013.
33. 1 2  Gentele, Jeanette (4 februari 2002). ”Nordiska filmpriset till Stefan Jarls Muraren”. svd.se. Svenska Dagbladet. https://www.svd.se/a/b41921f1-9cf8-3c8f-bf94-e2f5c5c9c164/nordiska-filmpriset-till-stefan-jarls-muraren. Läst 14 februari 2023.
34. 1 2  Neiiendam, Jacob (3 februari 2003). ”Noi The Albino sweeps Goteborg”. screendaily.com. Screen Daily. https://www.screendaily.com/noi-the-albino-sweeps-goteborg/4012052.article. Läst 14 februari 2023.
35. 1 2  ”Prisregn på Storan”. Göteborg Film Festival. Arkiverad från originalet den 14 februari 2023. https://web.archive.org/web/20230214144304/http://filmweb01.filmfestival.org/filmfestival/info/sv/press/nyheter?itemId=149722. Läst 14 februari 2023.
36. 1 2  ”Award Ceremony at Göteborg Film Festival Closing Party 2005”. Göteborg Film Festival. 6 februari 2005. Arkiverad från originalet den 14 februari 2023. https://web.archive.org/web/20230214144302/http://filmweb01.filmfestival.org/filmfestival/info/en/press/nyheter?page=5. Läst 14 februari 2023.
37. 1 2  ”Awards at the Göteborg Film Festival”. Göteborg Film Festival. 8 februari 2006. Arkiverad från originalet den 14 februari 2023. https://web.archive.org/web/20230214144306/http://filmweb01.filmfestival.org/filmfestival/info/en/press/nyheter?itemId=156602. Läst 14 februari 2023.
38. 1 2 3  ”Award ceremony at Göteborg International Film Festival’s Closing Party”. Göteborg Film Festival. 4 februari 2007. Arkiverad från originalet den 14 februari 2023. https://web.archive.org/web/20230214144306/http://filmweb01.filmfestival.org/filmfestival/info/en/press/nyheter?itemId=160705. Läst 14 februari 2023.
39. 1 2 3  ”Award ceremony at Göteborg International Film Festival’s closing party”. Göteborg Film Festival. 5 februari 2008. Arkiverad från originalet den 14 februari 2023. https://web.archive.org/web/20230214144307/http://filmweb01.filmfestival.org/filmfestival/info/en/press/nyheter?itemId=163444. Läst 14 februari 2023.
40. 1 2 3  ”Award ceremony at Göteborg International Film Festival's closing party”. Göteborg Film Festival. 31 januari 2009. Arkiverad från originalet den 14 februari 2023. https://web.archive.org/web/20230214144306/http://filmweb01.filmfestival.org/filmfestival/info/en/press/nyheter?itemId=166139. Läst 14 februari 2023.
41. 1 2 3 4 5  Rossing Jensen, Jorn (8 februari 2010). ”Danish feature R wins top prize at Goteborg film festival”. screendaily.com. Screen Daily. https://www.screendaily.com/danish-feature-r-wins-top-prize-at-goteborg-film-festival/5010510.article. Läst 14 februari 2023.
42. 1 2 3 4 5  ”Apflickorna vann miljon i Göteborg”. bio.nu. 5 februari 2011. https://bio.nu/apflickorna-vann-miljon-i-goteborg/. Läst 14 februari 2023.
43. 1 2 3 4 5  Karlsson, Mats (4 februari 2012). ”"Kompani Orheim" blev Best Nordic Film”. moviezine.se. https://www.moviezine.se/nyheter/kompani-orheim-blev-best-nordic-film. Läst 14 februari 2023.
44. 1 2 3 4 5  ”Norska Before Snowfall bästa nordiska film”. filminstitutet.se. Svenska Filminstitutet. 4 februari 2013. https://www.filminstitutet.se/sv/nyheter/2013/norska-before-snowfall-basta-nordiska-film/. Läst 14 februari 2023.
45. 1 2 3 4 5 6  ”Vinnarna på Göteborg Film Festival 2014”. moviezine.se. 2 februari 2014. https://www.moviezine.se/nyheter/vinnarna-pa-goteborg-film-festival-2014. Läst 14 februari 2023.
46. 1 2 3 4 5 6  ”Vinnarna på Göteborg Film Festival 2015”. moviezine.se. 31 januari 2015. https://www.moviezine.se/nyheter/vinnarna-pa-goteborg-film-festival-2015. Läst 14 februari 2023.
47. 1 2 3 4 5 6 7 8  Stjernstedt, Petter (5 februari 2017). ”Sameblod får prestigefyllt filmpris”. kulturbloggen.com. https://kulturbloggen.com/?p=107357. Läst 14 februari 2023.
48. 1 2 3 4 5 6 7 8 9  ”Amatörer vinner Dragon Award Best Nordic Film 2018”. goteborgfilmfestival.se. Göteborg Film Festival. Arkiverad från originalet den 5 oktober 2022. https://web.archive.org/web/20221005194555/https://goteborgfilmfestival.se/amatorer-vinner-dragon-award-best-nordic-film-2018/. Läst 14 februari 2023.
49. 1 2 3 4 5 6 7 8 9 10  ”Här är alla vinnare i Dragon Award 2019”. goteborgfilmfestival.se. Göteborg Film Festival. Arkiverad från originalet den 7 december 2022. https://web.archive.org/web/20221207161351/https://goteborgfilmfestival.se/har-ar-alla-vinnare-i-dragon-awards-2019/. Läst 14 februari 2023.
50. 1 2 3 4 5 6 7 8 9 10  ”Här är vinnarna på Göteborg Film Festival 2020”. goteborgfilmfestival.se. Göteborg Film Festival. 1 februari 2020. Arkiverad från originalet den 14 februari 2023. https://web.archive.org/web/20230214144308/https://goteborgfilmfestival.se/har-ar-vinnarna-pa-goteborg-film-festival-2020/. Läst 14 februari 2023.
51. 1 2 3 4 5 6 7 8 9 10  ”Här är vinnarna på Göteborg Film Festival 2021”. goteborgfilmfestival.se. Göteborg Film Festival. 7 februari 2021. Arkiverad från originalet den 23 mars 2023. https://web.archive.org/web/20230323071124/https://goteborgfilmfestival.se/har-ar-vinnarna-pa-goteborg-film-festival-2021/. Läst 14 februari 2023.
52. 1 2 3 4 5 6 7 8 9 10 11  ”Här är vinnarna på Göteborg Film Festival 2022!”. goteborgfilmfestival.se. Göteborg Film Festival. 5 februari 2022. Arkiverad från originalet den 7 december 2022. https://web.archive.org/web/20221207160904/https://goteborgfilmfestival.se/har-ar-vinnarna-pa-goteborg-film-festival-2022/. Läst 14 februari 2023.
53. 1 2 3 4 5 6 7 8 9 10 11  ”Här är vinnarna på Dragon Awards 2023”. goteborgfilmfestival.se. Göteborg Film Festival. 5 februari 2023. Arkiverad från originalet den 5 februari 2023. https://web.archive.org/web/20230205000422/https://goteborgfilmfestival.se/har-ar-vinnarna-pa-dragon-awards-2023/. Läst 14 februari 2023.
54. 1 2 3 4 5 6 7 8 9 10 11 12  ”Vinnarna på Göteborg Film Festival 2025”. goteborgfilmfestival.se. Göteborg Film Festival. 3 februari 2025. https://goteborgfilmfestival.se/dragonawardvinnare2025/. Läst 2 februari 2025.
55. ↑  ”The Ingmar Bergman International Debut Award”. Göteborg Film Festival. https://goteborgfilmfestival.se/priser/the-ingmar-bergman-international-debut-award/. Läst 14 februari 2023.
56. ↑  ”Audience Dragon Award Best Nordic Film”. Göteborg Film Festival. https://goteborgfilmfestival.se/priser/audience-dragon-award-best-nordic-film/. Läst 14 februari 2023.
57. ↑  ”Dragon Award Best Nordic Documentary”. Göteborg Film Festival. https://goteborgfilmfestival.se/priser/dragon-award-best-nordic-documentary/. Läst 14 februari 2023.
58. ↑  ”Nordic Honorary Dragon Award”. Göteborg Film Festival. Arkiverad från originalet den 14 februari 2023. https://web.archive.org/web/20230214152546/https://goteborgfilmfestival.se/priser/nordic-honorary-dragon-award/. Läst 14 februari 2023.
59. ↑  ”Charlie Kaufman till Göteborg Filmfestival”. filminstitutet.se. 16 december 2010. https://www.filminstitutet.se/sv/nyheter/2010/charlie-kaufman-till-goteborg-filmfestival/. Läst 14 februari 2023.
60. ↑  ”Michael Winterbottoms mångfacetterade resa”. Draken Film. 1 mars 2017. Arkiverad från originalet den 14 februari 2023. https://web.archive.org/web/20230214154932/https://www.drakenfilm.se/artikel/michael-winterbottoms-mangfacetterade-resa. Läst 14 februari 2023.
61. ↑  ”Margarethe von Trotta”. Göteborg Film Festival. Arkiverad från originalet den 14 februari 2023. https://web.archive.org/web/20230214154931/https://goteborgfilmfestival.se/guest/margarethe-von-trotta/. Läst 14 februari 2023.
62. ↑  ”Ralph Fiennes”. Göteborg Film Festival. Arkiverad från originalet den 14 februari 2023. https://web.archive.org/web/20230214154934/https://goteborgfilmfestival.se/guest/ralph-fiennes/. Läst 14 februari 2023.
63. ↑  ”Baltasar Kormákur”. Göteborg Film Festival. Arkiverad från originalet den 14 februari 2023. https://web.archive.org/web/20230214154937/https://goteborgfilmfestival.se/guest/17630-2/. Läst 14 februari 2023.
64. ↑  ”Liv Ullman”. Göteborg Film Festival. Arkiverad från originalet den 14 februari 2023. https://web.archive.org/web/20230214154932/https://goteborgfilmfestival.se/guest/liv-ullman/. Läst 14 februari 2023.
65. ↑  ”Tom Hooper får Göteborgs filmfestivals hederspris”. SVT Nyheter. 20 januari 2016. https://www.svt.se/kultur/film/tom-hooper-far-goteborgs-filmfestivals-hederspris. Läst 14 februari 2023.
66. ↑  ”Jean-Pierre & Luc Dardanne”. Göteborg Film Festival. Arkiverad från originalet den 14 februari 2023. https://web.archive.org/web/20230214154931/https://goteborgfilmfestival.se/guest/jean-pierre-luc-dardanne/. Läst 14 februari 2023.
67. ↑  ”Juliette Binoche kommer till Göteborg Film Festival 2018”. Göteborg Film Festival. 3 januari 2018. Arkiverad från originalet den 14 februari 2023. https://web.archive.org/web/20230214154931/https://goteborgfilmfestival.se/juliette-binoche-kommer-till-goteborg-film-festival-2018/. Läst 14 februari 2023.
68. ↑  ”Luca Guadagnino tilldelas 2022 års Honorary Dragon Award”. Göteborg Film Festival. 11 januari 2022. Arkiverad från originalet den 14 februari 2023. https://web.archive.org/web/20230214154931/https://goteborgfilmfestival.se/luca-guadagnino-tilldelas-2022-ars-honorary-dragon-award/. Läst 14 februari 2023.
69. ↑  ”Dragon Award Best International Film”. Göteborg Film Festival. https://goteborgfilmfestival.se/priser/dragon-award-best-international-film/. Läst 14 februari 2023.
70. ↑  ”Dragon Award Best Acting”. Göteborg Film Festival. https://goteborgfilmfestival.se/sv/priser/dragon-award-best-acting/. Läst 5 februari 2023.
71. ↑  ”Draken Film Award”. Göteborg Film Festival. https://goteborgfilmfestival.se/priser/draken-film-award/. Läst 14 februari 2023.
72. ↑  ”Fipresci Award”. Göteborg Film Festival. https://goteborgfilmfestival.se/priser/fipresci-award/. Läst 14 februari 2023.
73. ↑  ”The Mai Zetterling Grant”. Göteborg Film Festival. Arkiverad från originalet den 14 februari 2023. https://web.archive.org/web/20230214151318/https://goteborgfilmfestival.se/priser/mai-zetterling-grant/. Läst 14 februari 2023.
74. ↑  Nordisk Film & TV Fond Prize
75. ↑  ”Nordisk Film & TV Fond Prize”. Göteborg Film Festival. https://goteborgfilmfestival.se/priser/nordisk-film-tv-fond-prize/. Läst 14 februari 2023.
76. ↑  ”Startsladden”. Göteborg Film Festival. Arkiverad från originalet den 14 februari 2023. https://web.archive.org/web/20230214151321/https://goteborgfilmfestival.se/priser/startsladden/. Läst 14 februari 2023.
77. ↑  Göteborg launches cinematography award
78. ↑  ”Sven Nykvist Cinematography Award”. Göteborg Film Festival. https://goteborgfilmfestival.se/priser/sven-nykvist-cinematography-award/. Läst 14 februari 2023.
79. ↑  ”Angelospriset”. Göteborg Film Festival. https://goteborgfilmfestival.se/priser/angelospriset/. Läst 14 februari 2023.